# Italy: Love It, or Leave It
Italy: Love It, or Leave It è un documentario e docudrama del 2011 diretto da Gustav Hofer e Luca Ragazzi.
Si è aggiudicato il premio al miglior lungometraggio e il premio del pubblico al Milano Film Festival 2011, e il premio della giuria giovanile all'Annecy cinéma italien dello stesso anno.

## Trama
Luca e Gustav sono una coppia che vive a Roma. Quando ricevono una notifica di sfratto, si apre una spaccatura: Gustav vorrebbe trasferirsi a Berlino, mentre Luca crede che l'Italia sia ancora un Paese che ha qualcosa da offrire. Decidono di prendere sei mesi di tempo per scegliere, e cominciano un viaggio lungo la Penisola a bordo di una vecchia Fiat 500, toccando tappe come Rosarno, Napoli, Giarre e Predappio, per capire se l'Italia è ancora un posto in cui poter vivere o meno.